# Reichskommissariat Niederlande
1940–1945
Entités précédentes :
- Pays-Bas

Entités suivantes :
- Pays-Bas

Le Reichskommissariat Niederlande est le régime d'occupation civile mis en place par le Troisième Reich en 1940 dans le cadre de l'occupation allemande des Pays-Bas pendant la Seconde Guerre mondiale.
Son nom complet était Commissariat du Reich pour les territoires néerlandais occupés (en allemand Reichskommissariat für die besetzten niederländischen Gebiete). Il est dirigé par Arthur Seyss-Inquart jusqu'à la capitulation des unités allemandes occupant les Pays-Bas le 5 mai 1945.

## Introduction

### Le parti nazi aux Pays-Bas avant 1940
La branche néerlandaise du parti nazi, le Nationaal Socialistiche Beweging (NSB), était déjà active avant l'invasion allemande. Au cours de l'entre-deux-guerres, la société néerlandaise avait connu une grave crise socio-politique. Le national-socialisme parut offrir une solution à l'instabilité politique et avait gagné en influence, sans toutefois bouleverser le système des partis.
Jusqu'à l'invasion allemande, la branche néerlandaise du parti nazi ne cessa, tout au long des années 1930, de  dénoncer l'incurie du gouvernement en matière économique, son inaction face au chaos social et aux progrès du bolchevisme dans les classes ouvrières. Ce groupuscule s'imposa comme une force d'opposition, et connut son apogée vers le milieu des années 1930, tout en conservant suffisamment de partisans pour assister efficacement la nazification du pays sous l'occupation. Dès 1936, le NSB se fit le chantre des prouesses du Reich allemand et clamait dans les media que la « juiverie internationale » avait fait main basse sur les Pays-Bas et s'apprêtait à conquérir l'Europe.
Lorsque les Allemands eurent pris le pouvoir, le NSB s'imagina qu'il pourrait influer sur la politique d'occupation et le comportement de l'occupant. Le parti voyait l'un de ses leaders, Anton Mussert, nommé plénipotentiaire de Hitler aux Pays-Bas.
Si l'invasion allemande n'avait pas eu lieu, il est incontestable que le NSB n'aurait jamais été capable de prendre le pouvoir aux Pays-Bas. Les Allemands n'imaginaient pas un seul instant une branche néerlandaise autonome au national-socialisme : leur but était plutôt d’enrôler des nazis néerlandais dans leur appareil politique local comme partisans et simples exécutants de la politique allemande, non comme gouverneurs du pays.

### L'invasion et ses conséquences immédiates

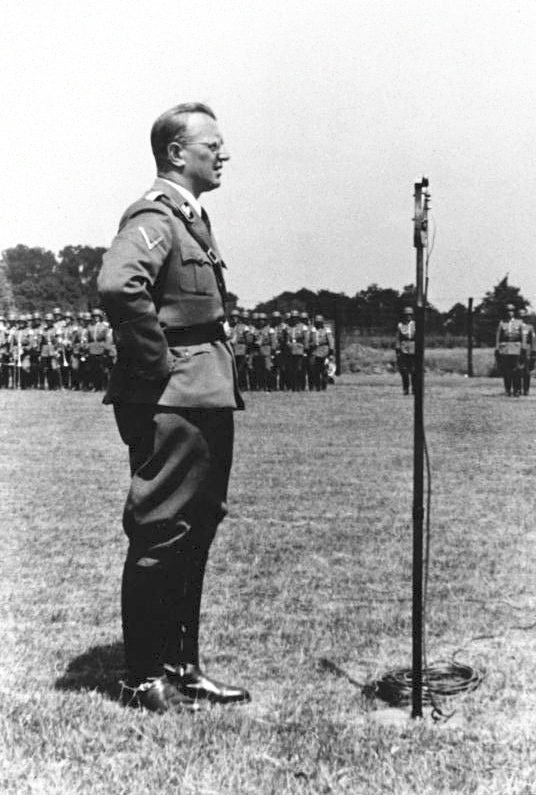
Arthur Seyss-Inquart à La Haye.

La Blietzkrieg amène la domination allemande sur les Pays-Bas : le jour de la capitulation (15 mai 1940), tout le gouvernement s'est enfui à Londres pour former un Gouvernement néerlandais en exil. La reine Wilhelmine avait précédé ses ministres en quittant le pays la veille, laissant de facto l'autorité politique aux mains du général Henri Winkelman, doyen des officiers néerlandais au moment de l'invasion. Le 20 mai 1940, il institua une administration militaire avec le plénipotentiaire allemand, le baron Alexander von Falkenhausen, bientôt balayée et remplacée par l'administration civile d'Arthur Seyss-Inquart, nommé par Berlin Commissaire du Reich pour les régions néerlandaises occupées. Hitler avait opté pour un gouvernement civil essentiellement pour des raisons idéologiques : il considérait les Néerlandais comme « racialement apparentés », et cherchait donc à les rallier au national-socialisme.
Mais l'initiative se justifiait aussi par sa conformité aux Conventions de La Haye sur les lois de la guerre ; car l’évacuation, de caractère anticonstitutionnel, du monarque et de son gouvernement face aux troupes ennemies impliquait la vacance de toute autorité civile ; or l'article 43 des Lois et coutumes de la guerre sur terre stipulent que dans ce cas, il revient à la puissance occupante d'assumer les responsabilités de  maintien de l'ordre sur le territoire, en lieu et place du gouvernement qui exerçait précédemment cette autorité.
À plus long terme, les autorités allemandes (qui évoquaient sobrement l'« Après-guerre », nach Kriegsende), envisageaient l'annexion pure et simple des Pays-Bas au Troisième Reich.

## Structure administrative

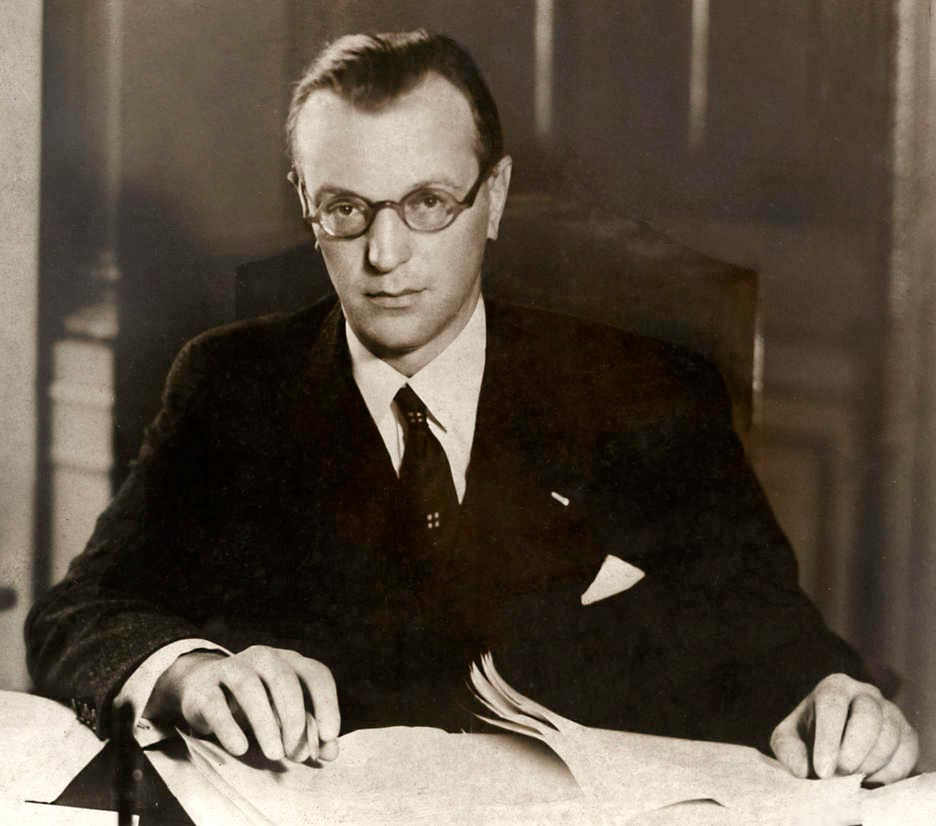
Seyss-Inquart, commissaire du Reich, sera exécuté au terme des procès de Nuremberg, en 1946.

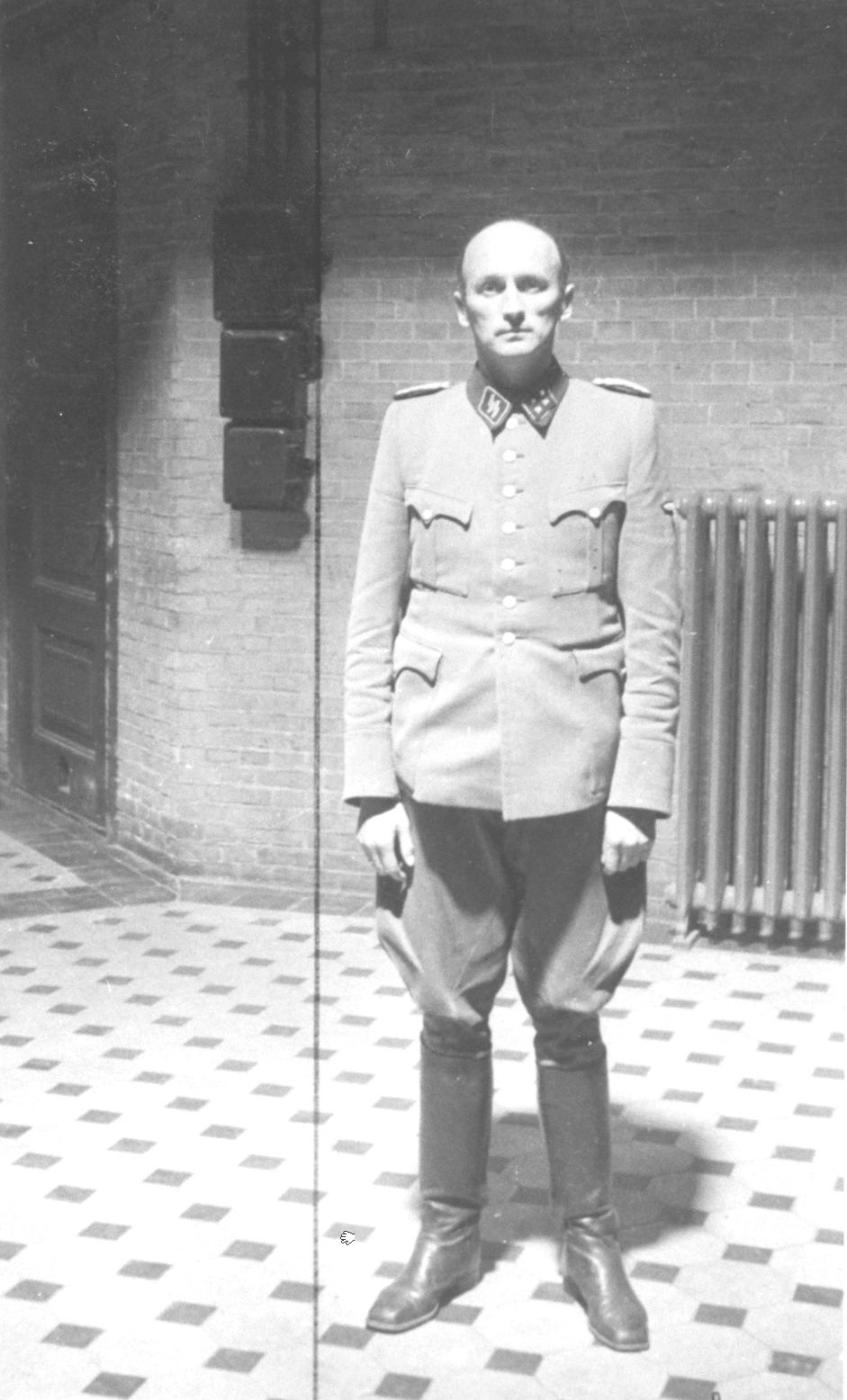
Willy Lages (1901-1971) dirigeait le Sicherheitsdienst d'Amsterdam. Il est le principal responsable de la déportation des juifs d'Amsterdam.

Le gouvernement d'occupation allemand aux Pays-Bas était dirigé par Seyss-Inquart en tant que Reichskommissar. Il était secondé par quatre Generalkommissare :
- Hans Fischböck, commissaire général aux affaires financières et à l'économie ;
- Hanns Albin Rauter, commissaire général à la sécurité, qui cumulait cette fonction avec celle de  chef de la police ;
- Fritz Schmidt, commissaire général aux missions spéciales. Après son suicide le 26 juin 1943, il fut remplacé par Willi Ritterbusch ;
- Friedrich Wimmer, commissaire général à l'Intérieur et à la Justice.

Les conflits entre Seyss-Inquart, le délégué de Hitler, et le chef de la Gestapo Rauter (qui ne recevait ses ordres que de Heydrich et, indirectement, de Himmler) étaient incessants. Après les grèves de février 1941, les deux hommes revendiquèrent la direction personnelle des affaires juives ; en pratique, cela dit, Seyss-Inquart ne pouvait pas grand-chose compte tenu des conflits de compétences propres à l'appareil d’État nazi, et aux conflits personnels larvés entre dignitaires du parti et hauts fonctionnaires des ministères.
Ainsi, quoique subordonné, sur le papier, à Seyss-Inquart, Rauter, en tant qu'officier SS, bénéficiait d'une large initiative. Il était secondé par le chef de la police criminelle et du SD, Wilhelm Harster, par le Conseil d'Amsterdam (présidé par Willy Lages) et le Zentralstelle für jüdische Auswanderung in Amsterdam (Office Central pour l’Émigration juive à Amsterdam) dirigé par Ferdinand aus der Fünten.
Les nazis ne nommèrent pas d'autres ministres ; les secrétaires généraux conservaient la direction de leurs cabinets, mais sous l'autorité de Seyss-Inquart. Tout le reste de l'administration demeurait intact, mais ses membres furent remplacés petit à petit par des membres du NSB.

## Stratégie et politique

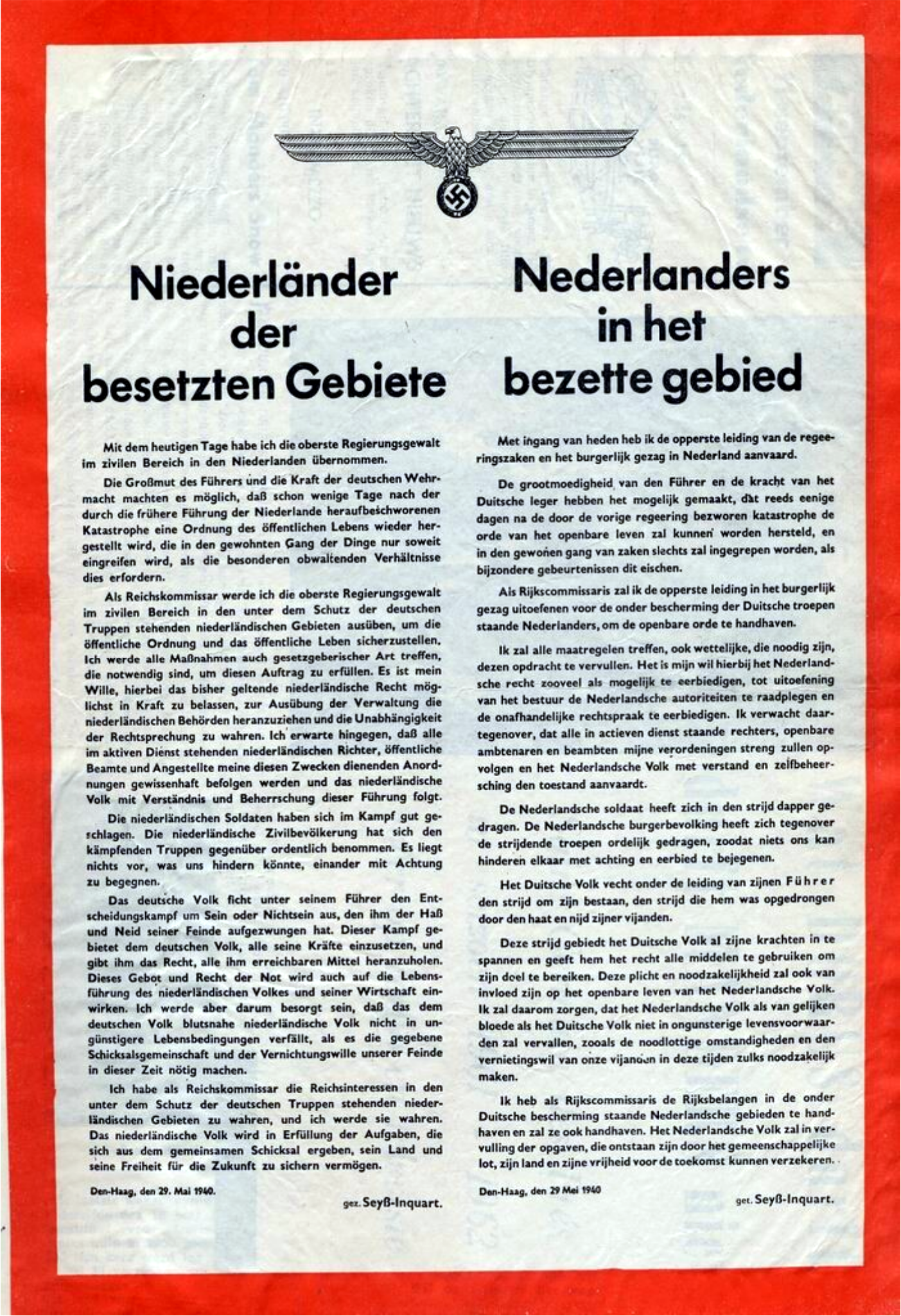
Proclamation du gouverneur allemand Seyss-Inquart.

Au début de l'occupation des Pays-Bas, en 1940, la position de l'Allemagne nazie envers le peuple néerlandais parut d'abord amicale. Adolf Hitler, Heinrich Himmler et d'autres dignitaires nazis regardaient les Néerlandais comme appartenant au Peuple des seigneurs aryens (Herrenvolk).
La politique de Seyss-Inquart consistait à préparer peu à peu les administrations et la population au  nazisme, à la notion d'une « nouvelle Europe » (entendez : dirigée par l'Allemagne), et finalement son assimilation à la Grande Allemagne après la victoire. Mais il devinait bien le peu d'adhésion que susciterait la perspective pour la Hollande d'être réduite à une simple province allemande : aussi ajusta-t-il ses méthodes de façon à ne pas braquer ses nouveaux administrés. Il était aussi conscient de la faiblesse des partis fascistes aux Pays-Bas, et en particulier du NSB d'Anton Mussert, ainsi que du mépris qu'ils suscitaient pour l'essentiel de la population. Mussert était d'ailleurs partisan de la création de la Thiogne, une extension des Pays-Bas aux dépens des régions néerlandophones du Nord et des Flandres, plutôt que du Grand Reich germanique d'Adolf Hitler. Pour toutes ces raisons, Seyss-Inquart n'accorda que des prérogatives limitées au NSB, et refusa généralement de nommer ses membres à des postes stratégiques.
Au début de l'occupation, les nazis envisageaient de s'appuyer sur le Parti national-socialiste des travailleurs néerlandais (NSNAP), rival du NSB, et partisan du rattachement des Pays-Bas à l'Allemagne. Ce parti bénéficia d'une large couverture médiatique dans la presse allemande et il se vit même confier l'animation de l'antenne néerlandaise de la Hitlerjugend ; toutefois, le NSNAP était ultra-minoritaire (il n'avait recueilli que 1 000 voix aux élections générales de 1937) : les Allemands considéraient son utilité politique comme quasi-nulle.
Mussert s'efforça bien de convaincre Hitler de le mettre à la tête d'un état nazi indépendant : ce fut en vain, car  Hitler maintint Seyss-Inquart seul maître des territoires occupés. Mussert pouvait toutefois se parer du titre de  « guide du peuple néerlandais » et les activités politiques du NSB étaient tolérées. C'est ainsi que le NSB proclama la déchéance de la monarchie et appela les Pays-Bas à collaborer avec l'Allemagne  dans son effort de guerre. Entre 20 000 et 25 000 Néerlandais servirent dans l'armée allemande ou la Waffen SS.
Toutes les institutions et organisations jugées inacceptables par l'Allemagne nazie furent dissoutes, mesures qui frappèrent surtout les catholiques et les socialistes néerlandais.
Malgré leur appartenance au Herrenvolk, les exigences de l'Allemagne en matière de production industrielle provoquèrent l'extension du travail forcé (Arbeitseinsatz) aux hommes néerlandais âgé entre 18 et 45 ans, et l’exploitation systématique des ressources naturelles du pays pour l'industrie de guerre allemande.

### Plans d'annexion

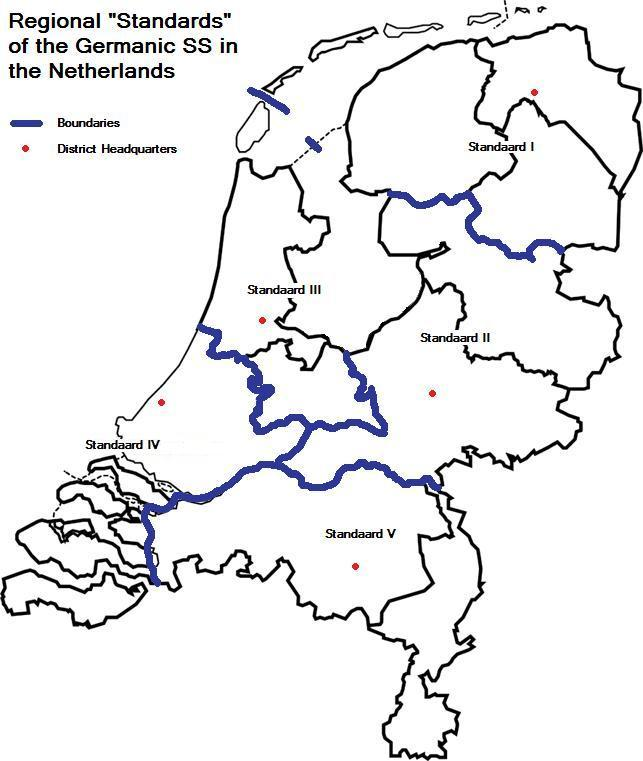
Découpage en provinces selon les recommandations des SS néerlandais.

Après l'invasion, les Pays-Bas furent pour peu de temps placés sous l'autorité d'un gouverneur civil allemand (Reichskommissar) en attente d'une décision finale sur la  meilleure façon de "faciliter" l'assimilation de la nation batave à l'Allemagne. Mais à plusieurs reprises, le régime allemand envisagea sérieusement de mettre en place un redécoupage territorial du Reichskommissariat Niederlande : il s'agissait de regrouper ses onze provinces d'alors en cinq nouveaux gewesten (terme néerlandais historique désignant une entité subnationale) et c'est dans cette optique que le Reichskommissar Seyss-Inquart fut nommé Reichsstatthalter et Gauleiter pour tout le pays.
Cette proposition émanait d'un document rédigé par Hanns Albin Rauter, le chef de la police aux Pays-Bas, adressé au secrétaire du Parti nazi Martin Bormann en novembre 1942. Il y examinait diverses pistes pour l'organisation politique des Pays-Bas une fois annexés au Troisième Reich, et concluait en faveur d'une partition effective en cinq nouveaux Reichsgaue, de préférence confiés aux vétérans SS du Front de l'Est. Ces régions prendraient naturellement le relais des cinq districts pénaux et judiciaires institués par les Allemands sur la base des « particularités régionales » indiquées par les SS néerlandais. 
Craignant les conséquences d'une nazification extrême des Pays-Bas, les collaborationnistes conseillèrent à Seyss-Inquart d'éviter ce chaos administratif, qui les discréditerait. Lorsque l'Allemagne fut contrainte de se tenir sur la défensive après l'hiver 1942-43, ils furent définitivement lâchés.

### La grève générale de février 1941
Au mois de février 1941, l'opposition à la politique antisémite des nazis et des collaborationnistes provoqua une grève générale. Elle avait été déclenchée par les provocations des sections d'assaut du NSB, (Weerbaarheidsafdeling, ou groupes de défense, en abrégé WA) dans les banlieues juives d'Amsterdam. Dans les affrontements qui s'ensuivirent, quelques membres des WA furent blessés, poussant les collaborationnistes à appeler à la création d'un ghetto entouré de barbelés et de miradors, avec l'aide de l'armée allemande, avec interdiction d'accès aux non-juifs. Quelques jours plus tard, l'Ordnungspolizei fit irruption dans le quartier mais plusieurs policiers furent blessés. Les Allemands répondirent par des rafles dans lesquelles ils firent prisonniers 425 juifs, déportés par la suite. Le 24, le Parti communiste des Pays-Bas (dissous par les Nazis) appela la population d'Amsterdam à faire grève : l'appel fut suivi par les conducteurs de tramway, les écoles et un certain nombre d'usines ; mais au bout de trois jours, la police allemande avait maté les grévistes.

## La collaboration des administrations
Lorsque les autorités allemandes prirent leurs fonctions aux Pays-Bas, elles espéraient trouver de nombreux Néerlandais prêts à accepter le national-socialisme et la collaboration. La première phase de l'occupation consistait à s'attacher les administrations locales et elle s'est soldée par le consentement d'une majorité de la population à accepter les conséquences politiques de la défaite. Les élites néerlandaises manifestaient une volonté de se rapprocher des Allemands, soit en jouant un rôle actif dans le traitement de la question juive, soit en évitant toute confrontation,. La haute fonction publique adopta généralement une attitude conciliante envers les Allemands.

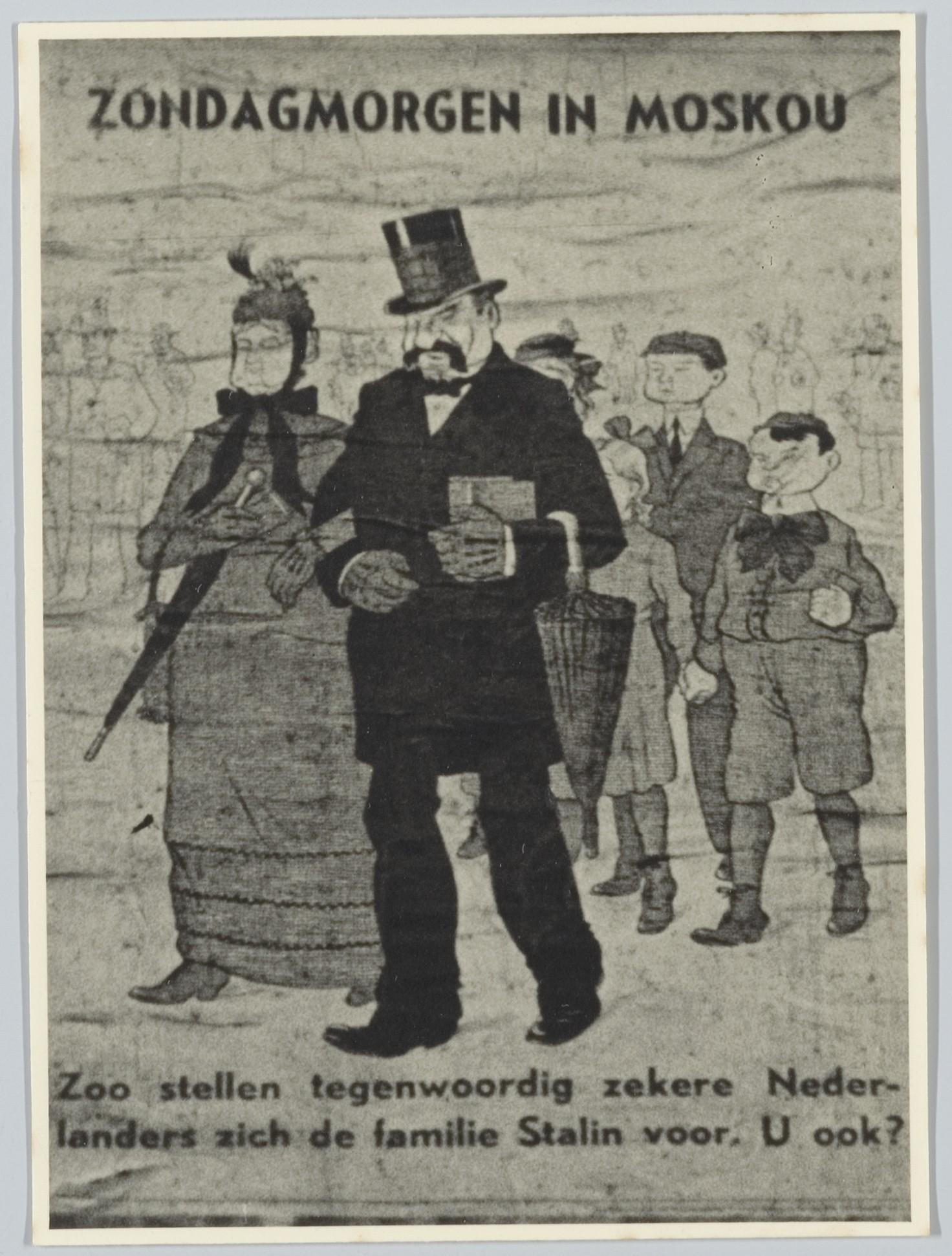
Appel à la collaboration (1944).

En 1937, le gouvernement avait publié des instructions spéciales (Aanwijzingen) à destination des fonctionnaires et agents publics néerlandais : les fonctionnaires devaient travailler tard et accomplir leurs tâches de leur mieux, ils devaient s'assurer que les missions qui leur étaient confiées étaient légales et conformes aux procédures. Ce règlement de la fonction publique néerlandaise invitait donc les agents publics à se comporter loyalement avec les autorités, par delà toute autre consideration.
Le Premier ministre Gerbrandy, exilé à Londres avec la famille royale et les autres membres de son cabinet, énonça, dans un discours intitulé Commentaar op de Aanwijzingen (Commentaires on the Instructions, 1943), une nouvelle ligne de conduite pour les fonctionnaires patriotes : ils ne devaient plus collaborer avec l'armée d'occupation, surtout en ce qui concernait la persécution des juifs,.
Bien que les Allemands eussent nommé plusieurs germanophiles et militants du NSB à des postes à responsabilité (secrétaires généraux et bourgmestres), ils constituaient un vivier trop peu nombreux et trop peu influent. Le Dr. Friedrich Wimmer qui dirigeait les affaires intérieures, édicta des directives qui firent de l'appareil d'Etat néerlandais un auxiliaire efficace dans la nazification des Pays-Bas; elle permit aux Allemands d'exercer sur les citoyens néerlandais un contrôle beaucoup plus étroit qu'en France.
La nature même de l'administration civile, plus que l'armée, facilita beaucoup la persécution des minorités. L'absence de contrôle de la Wehrmacht dans l'administration du pays laissait aux SS et aux agences d'Himmler une plus grande liberté de manœuvre. Au mois de janvier 1941, les Allemands demandèrent aux fonctionnaires, administrateurs et élus de recenser toute la population par nom et lieu de résidence, les juifs devant être portés sur une liste à part. Ce recensement exact permit aux nazis de localiser les juifs, de les brimer, de les spolier et finalement de les déporter,.
Cela dit, la bureaucratie aux Pays-Bas n'était pas un modèle d'efficacité, et les agents SS/SD n'y furent ni plus brutaux, ni plus rusés qu'ailleurs en Europe, mais la police allemande y était plus présente (environ 5 000 agents, alors qu'en France il n'y en eut jamais plus de 3 000). La principale caractéristique de l'occupation des Pays-Bas, par rapport au reste de l'Europe occupée, est essentiellement la prééminence des SS.

## La libération

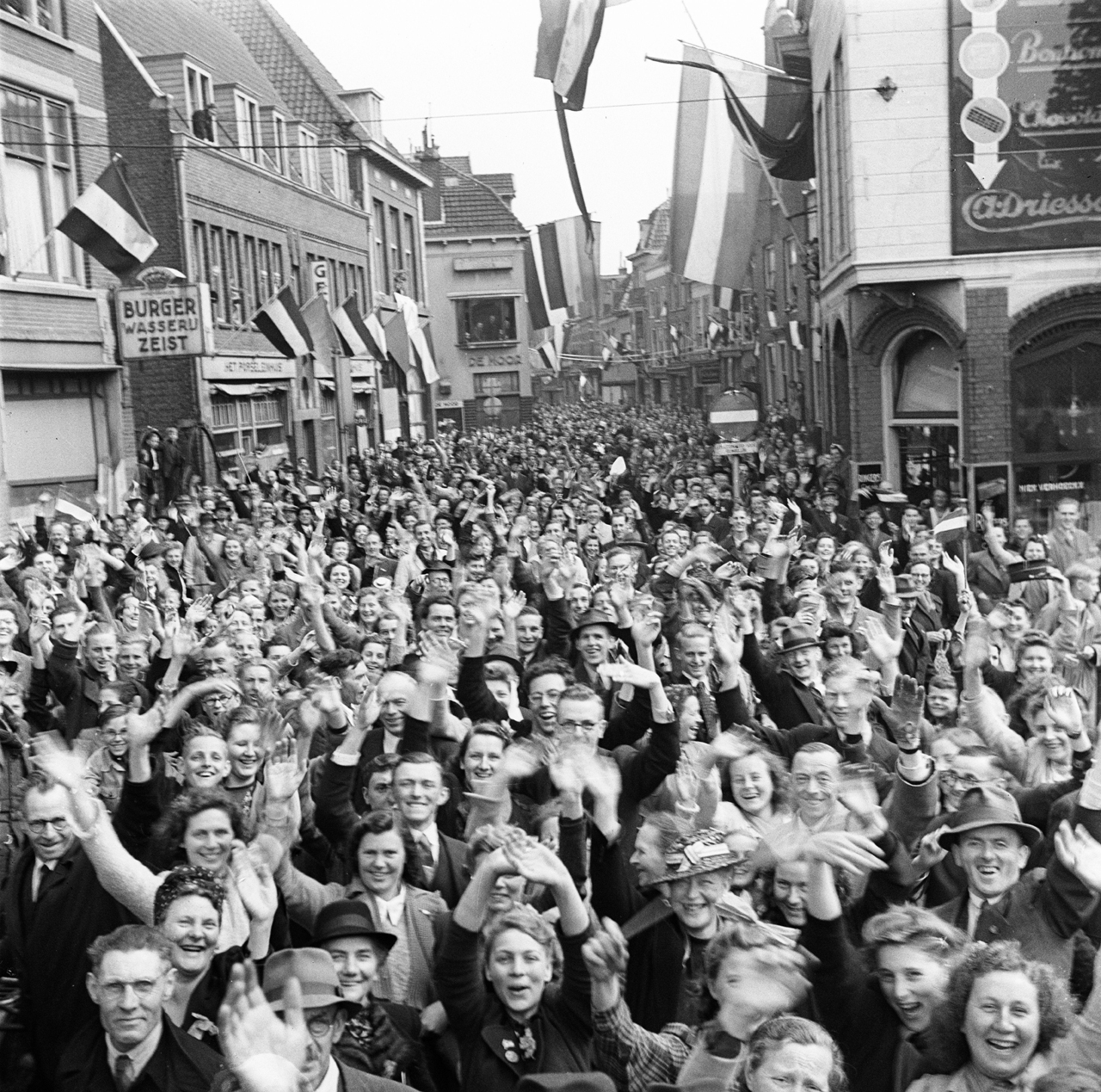
La foule acclame ses libérateurs à Utrecht le 7 mai 1945.

De 1944 à 1945, les Pays-Bas furent la proie des bombardements alliés. La première tentative pour libérer les Pays-Bas fut l'Operation Market Garden (17-25 septembre 1944), manœuvre visant à s'emparer des ponts franchissant la Meuse et le Rhin par des divisions de parachutistes, de façon à permettre une percée par les divisions blindées stationnées en Belgique, jusqu'au pont sur le Rhin à Arnhem. Ce fut un demi-échec, à la fois par des erreurs de renseignement et une organisation insuffisante.
Mais après la percée des Alliés, l'Armée canadienne reçut la mission de parachever la libération des Pays-Bas : elle accula en avril 1945 les divisions allemandes jusqu'en Frise.